# Oates Coast
Oates Coast är en strand i Antarktis. Den ligger i Östantarktis. Australien gör anspråk på området.